# برج اکلاهما
برج اکلاهاما (با نام قدیمی برج دوگالری (به انگلیسی: Two Galleria Tower)) یک آسمان خراش برجسته در مرکز شهر اکلاهما سیتی در منطقه تجاری مرکزی است. ارتفاع این برج ۴۱۰ فوت (۱۲۵ متر) است و ۳۱ طبقه دارد و در سال ۱۹۸۲ ساخته شد. این برج پنجمین ساختمان بلند در اکلاهاما سیتی و دهمین ساختمان بلند در اکلاهاما است.

### تاریخچه
برج اکلاهاما با فضای تجاری ۶۱۰۳۷۵ فوت مربع، در سال ۱۹۸۲ساخته شد. این برج در سال ۲۰۰۵ به قیمت ۳۰ میلیون دلار توسط مالکان آن، روی تی اولیور و مارک بفورت، خریداری شد. در سال ۲۰۱۱ با قیمت درخواستی ۶۲٫۵ میلیون دلار برای فروش عرضه شد.
امکانات فعلی ساختمان شامل در دسترس بودن ۲۴ ساعته، امکانات کنفرانس، فروشگاه‌های خرده فروشی در محل، بانکداری، ارتباط Skywalk به پارکینگ و چندین رستوران است.

### معماری
معماری برج اکلاهما توسط موریس-آبری انجام شده‌است. شرکت موریس-آبری (به انگلیسی: Morris-Aubry) در طول رونق نفت در دهه ۱۹۸۰ محبوب بود، اما این شرکت بعدها به عنوان معماران موریس شناخته شد. پس از ۱ مارس ۲۰۱۷ به شرکت هیوت-زالرز (به انگلیسی: Huitt-Zollars) تبدیل شد.